# Hrabove (oblast' di Donec'k)
Hrabove (in ucraino Грабове?, in russo Грабово?, Grabovo) è un villaggio dell'Ucraina, nel Distretto di Šachtars'k, Oblast' di Donec'k.

## Storia
Il borgo fu fondato alla fine del XV secolo sulla riva sinistra del fiume Mius; è stato riposizionato nella sede attuale nel 1787.
Una chiesa di pietra, la Chiesa della Santissima Trinità, è stata costruita nel 1803: la sua base di fondazione è rimasta ad oggi, anche se è stata sostanzialmente ricostruita nel 1903.
Hrabove divenne parte della nascente Unione Sovietica nel febbraio 1918, sotto la spinta del leader rivoluzionario Nestor Machno. Un regime comunista con basi più stabili fu in vigore dal 1921.
Nel 1942 la zona cadde sotto il controllo nazista: la religione cristiana ortodossa venne nuovamente consentita e ci fu una restituzione parziale delle terre che erano state confiscate dai contadini sotto il regime comunista. Tuttavia, con il ripristino del governo comunista nel 1952 la chiesa venne chiusa dalle autorità e trasformata in una sala da ballo. Le autorità erano poi intenzionate a distruggere la chiesa, ma la popolazione locale impedì con successo la sua completa distruzione.
Il 17 luglio 2014, nei pressi del villaggio è precipitato il Boeing 777-200ER del Volo Malaysia Airlines 17 in seguito ad un abbattimento probabilmente da parte di un missile terra-aria.
Con lo scoppio della Guerra Russo-Ucraina, il 22 febbraio 2022 il paese è passato sotto l'occupazione Russa, poi annesso con un referendum effettuato a fine settembre.

## Politica e identità nazionali
Dal 2010 il capo del consiglio del villaggio è stato Volodymyr Berezhnyi (nato nel 1955).
Durante il censimento del 1989 erano presenti 1.081 abitanti, di cui 507 uomini e 574 donne. Il successivo censimento del 2001 indica una popolazione di circa 1.000 persone, classificati in base alla lingua preferita come il 77,5% di lingua ucraina e 22,0% di lingua russa, con una manciata di bielorussi. La maggior parte delle persone che vivono nel villaggio si identificano come ucraini.
| Lingua parlata | Numero abitanti | Percentuale |
| -------------- | --------------- | ----------- |
| Ucraino        | 775             | 77,5%       |
| Russo          | 220             | 22,0%       |
| Bielorusso     | 4               | 0,4%        |
| Altro          | 1               | 0,1%        |